# ارنست فهر
ارنست فهر (انگلیسی: Ernst Fehr؛ زادهٔ ۲۱ ژوئن ۱۹۵۶) اقتصاددان، و استاد دانشگاه اتریشی و سوئیسی است. همچنین نایب رئیس گروه اقتصاد در دانشگاه زوریخ سوئیس است. تحقیقات او زمینه‌های تکامل همکاری انسانی و اجتماعی بودن، به ویژه انصاف، تلافی و عقلانیت محدود را در بر می‌گیرد. وی همچنین به دلیل مشارکتهای مهم خود در زمینه جدید اقتصادهای عصبی و همچنین اقتصاد رفتاری، تأمین مالی رفتاری و اقتصاد تجربی به خوبی شناخته شده‌است. طبق IDEAS / REPEC، وی دومین اقتصاددان آلمانی با نفوذ و در سطح جهان در رتبه ۸۶ است. در سال ۲۰۱۶، فهر به عنوان مؤثرترین اقتصاددان در آلمان، اتریش، و سوئیس رتبه‌بندی شد.

## جوایز
در سال ۲۰۰۸ ، فهر توانست  جایزه ۱۰۰٬۰۰۰ فرانک سوئیس مارسل بنوئیست را بدست آورد. در سال ۲۰۱۱ ، او جایزه علمی وراربرگ (۱۰٬۰۰۰ یورو) دریافت کرد. در سال ۲۰۱۲ ، مدال اتریشی برای علم و هنر را دریافت کرد و در ۹ آوریل ۲۰۱۳ به وی «جایزه گوتلیب دوتوییلر» را به دلیل تحقیقات پیشگامانه خود در مورد نقش انصاف در بازارها ، سازمان‌ها و تصمیم‌گیری‌های فردی اعطا کرد. فهر عضو افتخاری آکادمی علوم و هنرهای آمریکا، عضو آکادمی علوم سیاسی و اجتماعی آمریکا و استاد مهمان در انستیتوی فناوری ماساچوست است. همچنین در سال ۲۰۱۷، فهر به عنوان عضو افتخاری خارجی انجمن اقتصادی آمریکا، AEA، به همراه فیلیپ آگیون، استاد اقتصاد در دانشگاه هاروارد منصوب شد.
در سال ۲۰۱۶، فهر دکترای افتخاری دانشگاه گراس را دریافت کرد.